# Vespasianův chrám

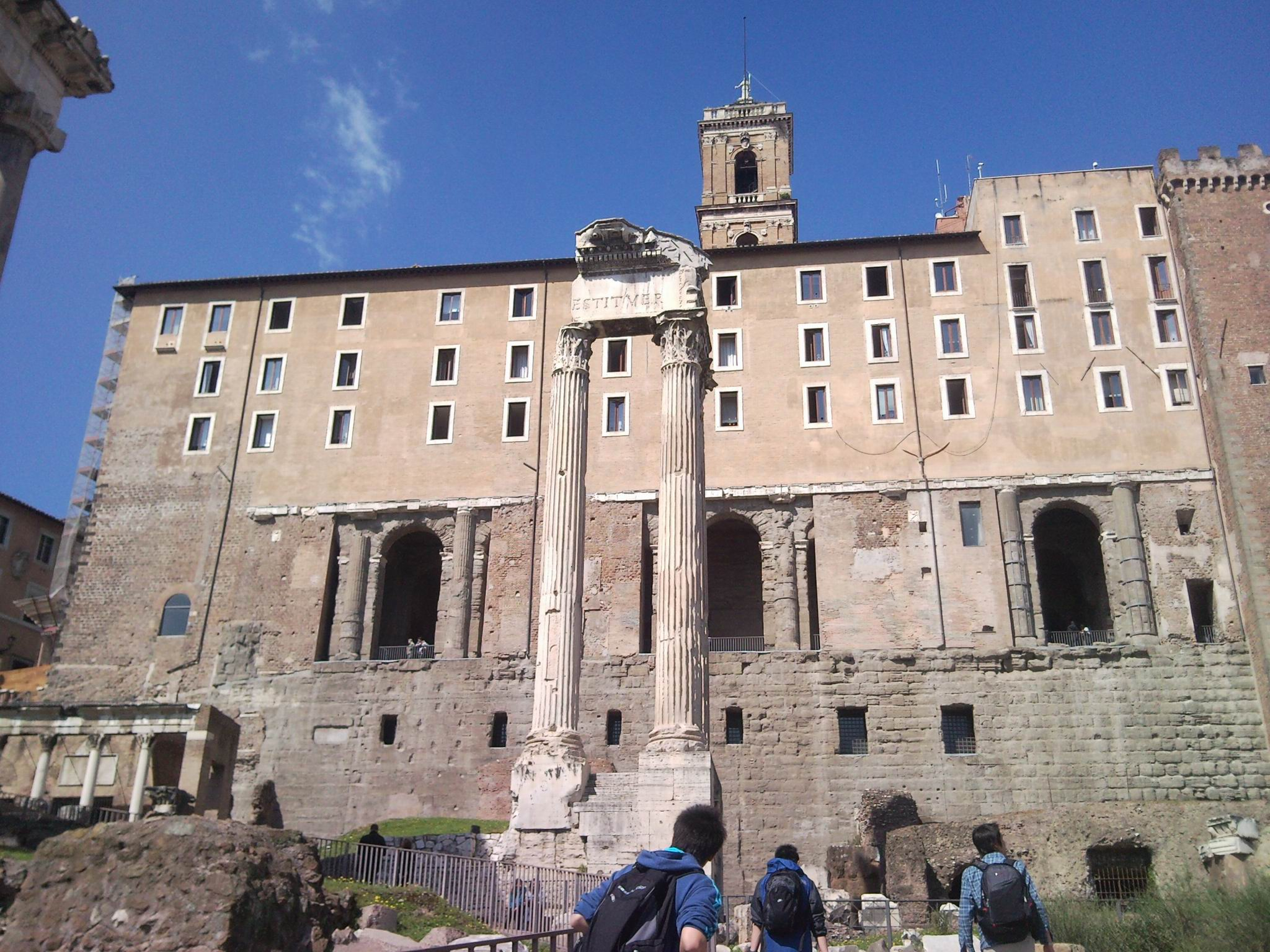
Tři korintské sloupy, které tvoří ruiny Vespasianova chrámu

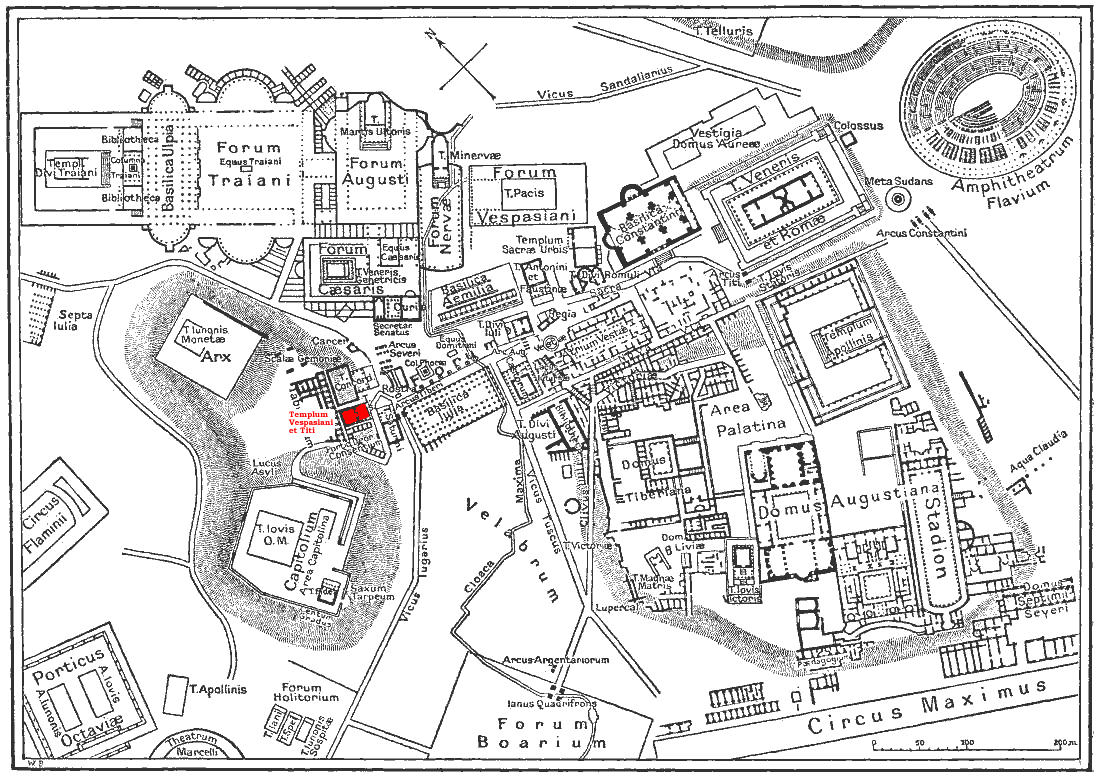
Poloha chrámu

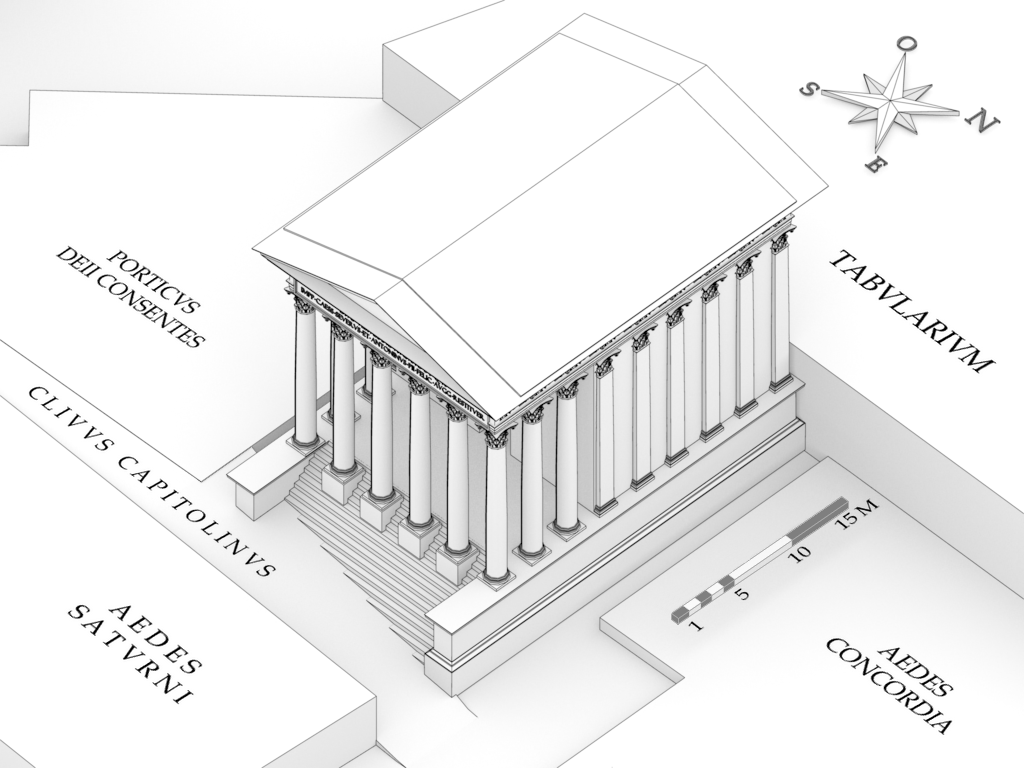
Rekonstrukce chrámu

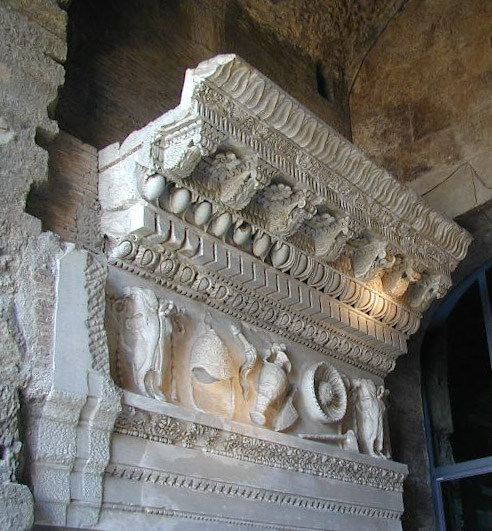
Fragment kladí s vlysem z Vespasianova chrámu, který je uložen v Tabulariu.

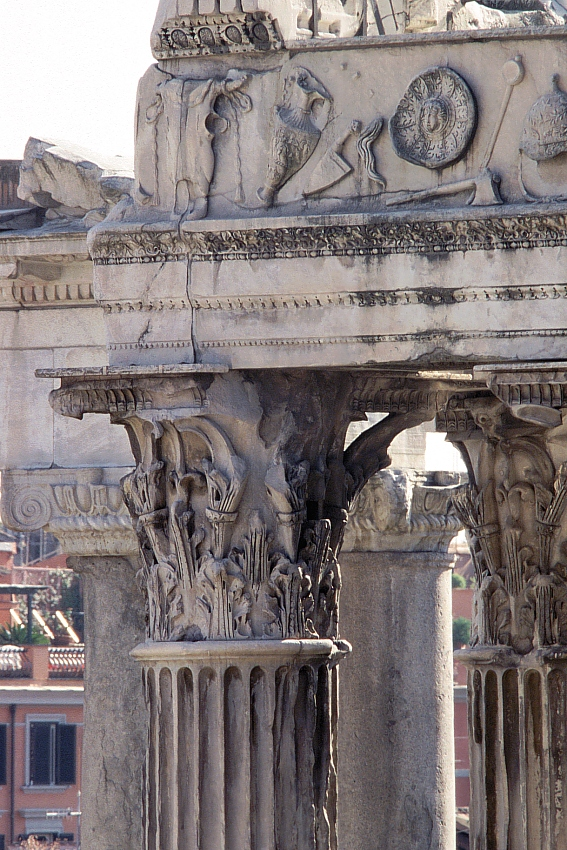
Zdobený vlys architrávu

Vespasianův chrám (italsky: Tempio di Vespasiano) se nachází na západním konci římského Fora Romana těsně pod pahorkem Kapitol. Je postaven mezi Saturnovým chrámem a chrámem Concordie. Pohanská stavba není zasvěcena jen císaři Vespasianovi, ale také jeho synovi Titovi, a proto některé prameny uvádějí chrám jako Vespasianův a Titův.

## Historie
Budovu nechal založit v roce 80 n. l. císař Titus na počest svého otce Vespasiana. Tita postihla smrt dva roky po zahájení výstavby, a proto práce dokončil jeho bratr a poslední císař dynastie Flaviovců Domitianus. Chrám byl dostavěn a slavnostně zasvěcen Titovi a Vespasianovi v roce 87. Po dlouhou dobu nevěnoval žádný z dalších císařů flaviovské budově pozornost, a proto postupem času začala chátrat. Stavba se své rekonstrukce dočkala roku 200, kdy císař Septimius Severus a později i jeho syn – nástupce – Carracalla vydali pokyn k částečné restauraci.
Další zmínky pocházejí z období středověku, kdy chrám utrpěl nejvíce škody. Do renesanční přestavby Říma, která byla vůči antickým památkám málo šetrná, zahrnul papež Mikuláš V. také Forum Romanum a zpustošený Vespasianův chrám, jehož trosky zapojil do středověkého obranného systému. Tento fakt dokazuje i obraz italského malíře Domenica Ghirlandaia, na němž jsou namalovány už pouze ruiny a poslední tři stojící sloupy.
V průběhu staletí zmizel chrám pod několikametrovou vrstvou navážky. Když v roce 1811 zahájil italský architekt a archeolog Giuseppe Valadier vykopávky, nacházely se hlavice zbývajících sloupů kousek nad zemí. Valadier odkryl poslední celistvé kusy stavby a také chrámový podstavec. Nalezené fragmenty kladí nechal zrekonstruovat a nyní jsou umístěny v galerii Tabularia.

## Architektura
Chrám byl postaven na pódiu z peperina těsně před Tabulariem. Samotná korintská stavba se musela přizpůsobit malému prostoru, a proto byla široká 22 metrů a dlouhá pouze 33 metrů. Dochované zbytky zdí dokazují, že budova byla vystavěna převážně z travertinu a pokryta bloky mramoru. Vnitřní zdi malé celly, jejíž dominantu tvořily sochy Vespasiana a Tita, lemovalo tradiční mramorové sloupoví. Chrámová předsíň se skládala z šesti mramorových sloupů vpředu a třech po stranách. Všechny byly vysoké 15,2 metrů a u základny měly průměr 1,57 metrů. Schodiště se muselo kvůli malému prostoru dělit mezi sloupy.
Korintské sloupy v průčelí chrámu nesly architráv, na němž byl původně vytesaný nápis:
DIVO•VESPASIANO•AVGVSTO•S•P•Q•R
Božskému Vespasianovi Augustovi Senát a lid římský
Po rekonstrukci císařů z dynastie Severovců přibyla na architráv další řádka. V tomto případě je jméno Antoninus Pius použito jako část císařského jména Caracally:
IMPP•CAESS•SEVERVS•ET•ANTONINVS•PII•FELIC•AVGG•RESTITVER
Císaři Severus a Antoninus Pius šťastně společně zrekonstruovali

## Současnost
Dnešní ruiny chrámu tvoří tři sloupy v pravém předním rohu, které nesou zbytky mramorového architrávu, na němž je čitelná pouze část posledního slova "ESTITVER". Na místě budovy se pak nacházejí kusy peperinového podstavce prorostlé trávou a ruiny zdí. Již zmiňované fragmenty nalezené roku 1811 jsou vystaveny v sousedním Tabulariu, kde jsou k vidění z prostor Kapitolských muzeí.